# 蒙古国拉姆萨公约登录地
- 阿奇特湖
- 艾拉格湖
- 贝尔湖
- 甘嘎湖
- 哈尔乌斯湖
- 额吉湖
- 湖谷（英语：Valley_of_the_Lakes）
  - 本查干湖
  - 塔茨查干湖（英语：Taatsiin Tsagaan Lake）
  - Adgiin Tsagaan Lake
  - 鄂劳格湖（英语：Orog Lake）
- 特尔赫查干湖（英语：Terkhiin Tsagaan Lake）
- 乌布苏湖